# Taskömür
Taskömür (kirgiz nyelven: Ташкөмүр vagy Tash-Kumyr) város Dél-Kirgizisztán Dzsalalabad tartományában, mely a terület öt legnagyobb városának egyike. A 2009-es népszámláláskor 34 756 lakosa volt.

## Fekvése
A Narin-folyó nyugati partja mentén, az Os–Biskek főúttal szemben, a Tien-san-hegység szélén fekszik, Biskektől délre haladva, Taskömür a Fergána-völgy kapuja.

## A város kialakulása
A várost hivatalosan 1943. december 17-én alapították az itteni kőszénbányák mellett. Taskömür később a Szovjetunió közép-ázsiai régiójának egyik legnagyobb ipari központjává nőtte ki magát. Elsődlegesen bányászváros volt, de volt egy cigarettagyára és más iparágai is, amelyek kiegészítették a szénbányák termelését. Megépítettek egy vasútvonalat is, amelyen a szenet szállították Taskömürből a Szovjetunió minden sarkába. Fennállásának csúcsán Taskömür lakossága körülbelül 35 000 fő volt.
A Narin-folyó mentén gátakat építettek, melyek jelentősen átalakították a régi patakot. A taskömüri és a Shamaldysai gát jelentősen megemelte a vízszintet, ami által bizonyos települések víz alá kerültek. A gátak és a vízerőművek jelenléte ellenére Taskömür még mindig nem rendelkezik 100%-ban megbízható villamos energiával.

## Leírása
Taskömür a Naryn folyó kanyonjában található. A várost körülvevő hegyek a szénen kívül, mely a városnak hírnevet adott, más ásványi anyagokban is gazdagok.
Taskömür öt körzetre oszlik: az északi Severniy, Bayetova, a Taskömür központ, Dostuk és Mikrorayon. Minden körzetben saját iskola van, kivéve a központot, ahol 3 iskola található.
Taskömür városhoz két város (Kyzyl-Jar és Shamaldy-Say) és öt falu tartozik: Kyzyl-Alma, Tendik, Chuyut-Say, Kuduk-Say és Kashkulak-Say.  
Alapításának idején Taskömür lakossága többnyire orosz és kirgiz etnikumú volt. Mivel a környéken nincs legelő, a kirgizek soha nem telepedtek le ott. A szén felfedezése után a kirgiz családok elindultak a városba. Kirgizisztán 1991-es függetlenségéig a kirgizek nem voltak többségben. A Szovjetunió felbomlása után azonban sok orosz és más nemzetiségű lakos elköltözött, s ezért ma a kirgiz lakosság van többségben.

## Paleontológia
A környéken végzett kutatások során dinoszauruszok és dinoszaurusztojások kövületeit fedezték fel, melyből a paleontológusok arra a következtetésre jutottak, hogy egykor a dinoszauruszok ezt a területet használtak tojásaik lerakóhelyéül.

## Gazdaság
A bánya és a gyárak bezárása óta a város a túléléséért küzd. Sokan Oroszországba, Kazahsztánba vagy egyszerűen a fővárosba, Biskekbe költöztek.